# Jean-Pierre Fritsch
Jean-Pierre Fritsch, est un joueur de pétanque français. 

## Clubs
- Estanque de Boulouris Saint-Raphaël

## Palmarès

### Séniors

#### Championnats du Monde
Vice champion du Monde
- Triplette 1975 (avec Tony Caleca et Marcel Caleca) :  Équipe de France

#### Championnats de France
Champion de France
- Triplette 1974 (avec Tony Caleca et Marcel Caleca) : Amis de la Petite Boule Saint-Raphaël[1]